# FC Patani Jerevan
Football Club Patani Jerevan (arménsky: Ֆուտբոլային Ակումբ Պատանի) byl arménský fotbalový klub sídlící ve městě Jerevan. Klub byl založen v roce 2006 jako klub hráčů arménské reprezentace do 17 let, zanikl v roce 2008.

## Umístění v jednotlivých sezonách
Zdroj:
Legenda: Z - zápasy, V - výhry, R - remízy, P - porážky, VG - vstřelené góly, OG - obdržené góly, +/- - rozdíl skóre, B - body, červené podbarvení - sestup, zelené podbarvení - postup, fialové podbarvení - reorganizace, změna skupiny či soutěže
| Arménie (2006 – 2008) |               |        |    |   |    |    |    |    |     |    |        |
| Sezóny                | Liga          | Úroveň | Z  | V | R  | P  | VG | OG | +/- | B  | Pozice |
| 2006                  | Aradżin chumb | 2      | 18 | 6 | 3  | 9  | 43 | 49 | -6  | 21 | 6.     |
| 2007                  | Aradżin chumb | 2      | 21 | 2 | 1  | 18 | 19 | 64 | -45 | 7  | 8.     |
| 2008                  | Aradżin chumb | 2      | 28 | 3 | 10 | 15 | 32 | 57 | -25 | 19 | 8.     |